# Trouble with a Heartbreak
«Trouble with a Heartbreak» — песня американского кантри-певца Джейсона Олдина, вышедшая 14 января 2022 года в качестве второго сингла с его десятого студийного альбома Macon, Georgia (2022). Песню написали Бретт Биверс, Джон Морган, Курт Эллисон и Талли Кеннеди, продюсером был Майкл Кнокс. Сингл достиг первого места в кантри-чарте Country Airplay.

## История
Билли Дьюкс из Taste of Country написал, что песня «напоминает более медленные песни» из эпохи Олдина My Kinda Party и Night Train, но в ней есть капля R&B, которая заставляет вспомнить They Don’t Know, его самый прогрессивный альбом на сегодняшний день", а также намекнул, что она напоминает «разбитое сердце как нечто вроде синяка, который очень медленно заживает; у всех есть советы, как „двигаться дальше“, но ни один из них не является хорошим». Песня стала синглом из десятого альбома Олдина Macon, Georgia, состоящего из двух дисков.
Олдин заявил в пресс-релизе: «Эта песня поразила меня сразу же, как только я её услышал, и напомнила мне о тех горьких песнях о расставании в стиле R&B, которые возвращают меня к поездкам по бездорожью Джорджии».

## Отзывы
Би Джей Мак из The Nash News написал, что «вместо злобной песни о переезде или баллады о печали, „Trouble With a Heartbreak“ освежает чувства горя, которые следуют за расставанием, честным и оживляющим способом». В рецензии Off the Record UK без аккредитации песня была названа «захватывающим треком, который демонстрирует более уязвимую сторону музыкальности Олдина».
После выхода «Trouble with a Heartbreak» был добавлен в плейлисты 84 радиостанций кантри-музыки, опрошенных Mediabase, став самой добавляемой новой песней за неделю 18 января 2022 года.

## Музыкальное видео
Клип на песню также был выпущен после того, как сингл был отправлен на радио. Снятое в декабре 2021 года режиссёром Шоном Сильвой, видео содержит концертные кадры с трёхдневного концерта Олдина в Park Theater в Лас-Вегасе, штат Невада, перемежающиеся с кадрами ковбоя на National Finals Rodeo в том же городе.

## Еженедельные чарты
| Чарт (2022)                         | Высшая позиция |
| ----------------------------------- | -------------- |
| Канада (Billboard Canadian Hot 100) | 61             |
| Канада (Billboard Country)          | 2              |
| США (Billboard Hot 100)             | 32             |
| США (Billboard Country Airplay)     | 1              |
| США (Billboard Hot Country Songs)   | 4              |

## Итоговые годовые чарты
| Чарт (2022)                      | Позиция |
| -------------------------------- | ------- |
| US Billboard Hot 100             | 88      |
| US Country Airplay (Billboard)   | 9       |
| US Hot Country Songs (Billboard) | 22      |